# St Michael Rural
St Michael Rural var en civil parish 1894–1974 när det uppgick i St Michael och Hemel Hempstead unparished area i Dacorum distrikt, i grevskapet Hertfordshire i England. Civil parish var belägen 7 km från Harpenden och hade 699 invånare år 1961.